# Idocin
Idocin (Idotzin en euskera) es un concejo de la Comunidad Foral de Navarra (España) perteneciente al municipio de Ibargoiti, del cual es capital y, por lo tanto, acoge la sede del ayuntamiento. En 2008 contaba con 50 habitantes.

## Historia
Entre su reconocida historia destaca Francisco Espoz y Mina, que luchó contra la invasión de los franceses en la Guerra de la Independencia. Cuenta la leyenda que Espoz y Mina iba a la batalla con los instrumentos propios del campo; aún se le recuerda con su corazón enterrado, literalmente, en el pequeño cementerio de Idocin.
Tuvo un cura párroco durante más de 50 años, don Juan Uliballaz, que dio misas por todo el valle de Ibargoiti y que, junto con su hermana Patrocinio Uliballaz, dedicaron gran parte de su vida al servicio de los feligreses.
Según cuenta la leyenda, Idocin viene de la palabra en euskera edozein, que quiere decir cualquiera.
La historia cuenta que la casa de Espoz y Mina fue quemada en dos ocasiones, una por el ejército francés y otra posterior por las tropas carlistas en venganza por la ejecución de la madre de 93 años del general carlista Cabrera. Y la casa permanece derruida.
La guardia civil tenía un cuartel en Idocin.

## Turismo
El Valle de Ibargoiti, donde se encuentra Idocin, es uno de los parajes más bellos. A primera vista parece ser una multitud de campos de cultivo; sin embargo, las montañas que lo rodean son de una belleza incomparable.
Idocin es también punto de paso del Camino de Santiago Aragonés y de la famosa peregrinación en Navarra de la caminata a Javier desde Pamplona.